# Batalla del Gran Zab
La batalla del Gran Zab o batalla del Zab tuvo lugar en las orillas del río Gran Zab en lo que hoy es Irak el 25 de enero de 750. Significó el fin del califato omeya y la subida al trono de los abasíes, una dinastía que duraría (con diversas influencias y un poder variable) hasta el siglo XIII.

## Tercera Fitna

### Antecedentes
Una seria rebelión había estallado en 747 contra la dinastía omeya, que gobernaba gran parte de lo que hoy se conoce como Oriente Medio desde 661 hasta 750. El factor principal que incitó esta rebelión fue que para las gentes periféricas del califato, los omeyas (con sede en Damasco) parecían distantes y los gobernadores que nombraban eran esencialmente corruptos y estaban obsesionados sólo con sus propias ganancias. Igualmente, los omeyas no podían alegar ser descendientes directos de Mahoma, mientras que los abasíes sí podían hacer tal afirmación — un hecho con el que jugaron mucho durante la revolución, aunque no sin especificar hasta que se ganó que eran de hecho descendientes del tío de Mahoma (véase las páginas abbasíes y omeyas para más detalles).

### Fitna
Al califa omeya Hisham le sucedió Walid II (743-44), el hijo de Yazid II. Va quedando patente que Walid ha estado más interesado en los placeres terrenales que en la religión, una reputación que puede confirmarse por la decoración de los llamados «palacios del desierto» (incluyendo Qusair Amra y Jirbat al-Mafyar) que se le atribuyen. Rápidamente atrajo la enemistad de muchos, mediante la ejecución de quienes se le opusieron y por la persecución de los Qadariyya.
En 744, Yazid III, hijo de Walid I, fue proclamado califa en Damasco y su ejército persiguió y mató a Walid II. Yazid III ha recibido una cierta reputación por piedad y pudo haber sido simpatizante de la Qadariyya. Murió apenas a los seis meses de comenzar su reinado.
Yazid había designado a su hermano Ibrahim como su sucesor, pero Marwan II (744-50), nieto de Marwan I, dirigió un ejército a la frontera norte y entró en Damasco en diciembre de 744, donde se proclamó Califa. Marwan inmediatamente trasladó la capital al norte, a Harrán, en la actual Turquía. Pronto, una rebelión estalló en Siria, tal vez debido al resentimiento por el traslado de la capital y en 746 Marwan arrasó los muros de Homs y Damasco en represalia.
Marwán también enfrentó a la oposición significativa del jariyismo en Irak e Irán, que presentó primero a Dahhak ibn Qays y, a continuación, a Abu Dulaf como rivales para el cargo de califa. En 747, Marwan logró restablecer el control de Irak, pero en ese momento se había presentado una amenaza más seria en Jorasán.

### Insurrección
El movimiento de Hashimiyya (una sub-secta de los chiitas kaysanitas), dirigido por la familia abasí, derrocó el califato omeya. Los abasíes eran miembros del clan Hashimí, rivales de los Omeyas, pero la palabra "Hashimiyya" parece referirse específicamente a Abu Háshim, un nieto de Alí e hijo de Muhámmad ibn al-Hanafiyya. Según algunas tradiciones, Abu Háshim murió en 717 en Humeima en la casa de Muhámmad ibn Alí, la cabeza de la familia abasí y antes de morir nombró a Muhámmad ibn Alí como su sucesor. Esta tradición permitió a los abásidas reunir a los partidarios de la fallida rebelión de Mukhtar, que se habían representado a sí mismos como los seguidores de Muhámmad ibn al-Hanafiyya.
Comenzando alrededor de 719, las misiones hashimiyyas comenzaron a buscar adeptos en el Jorasán (Persia). Su campaña fue enmarcada como de proselitismo (dawah). Buscaron el apoyo para un "miembro de la familia" de Muhámmad, sin hacer mención explícita a los abasíes. Estas misiones tuvieron éxito tanto entre los árabes, como entre los no árabes (mawali), aunque estos últimos pudieron haber desempeñado un papel particularmente importante en el crecimiento del movimiento.

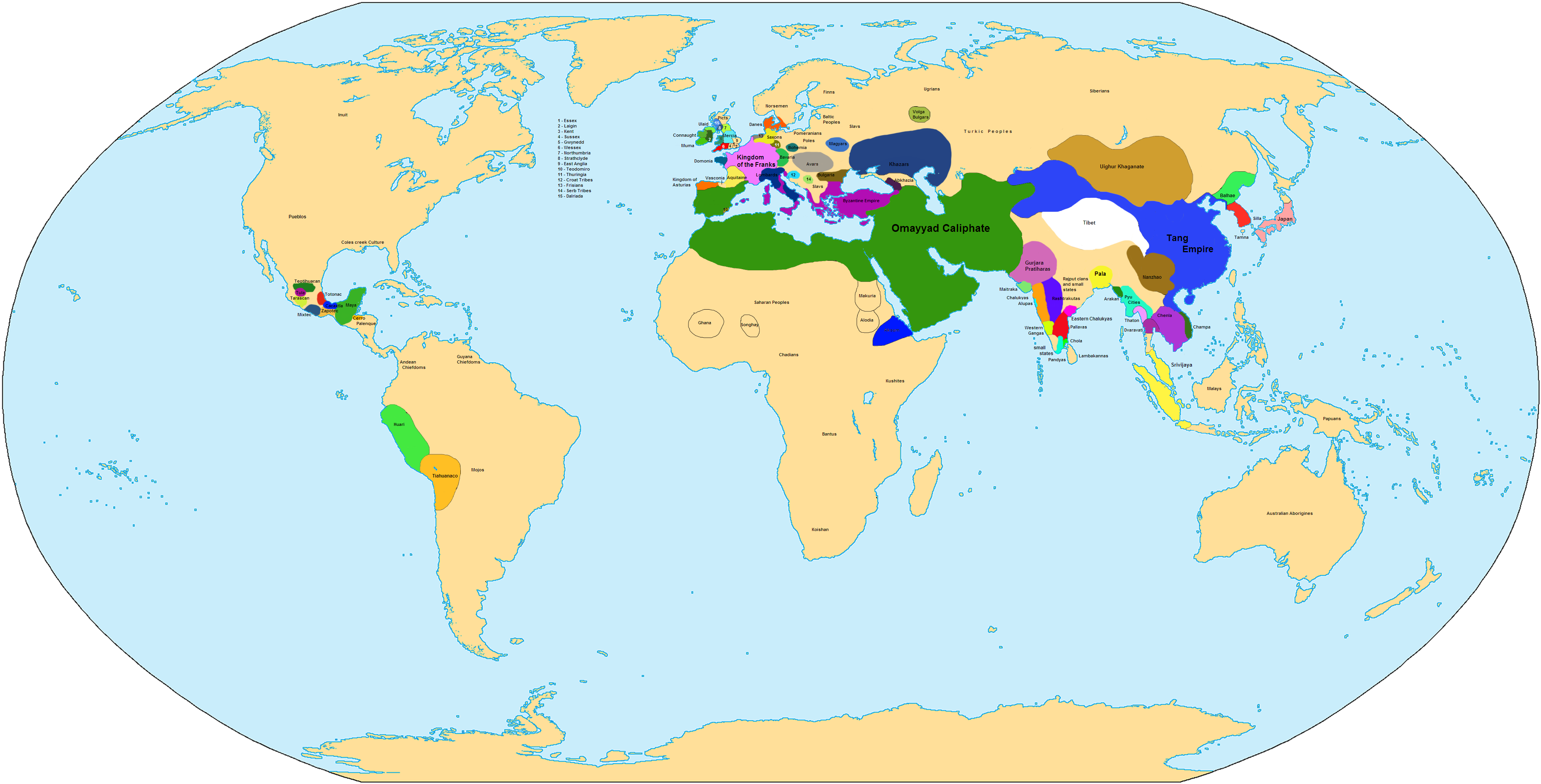
Mapa del mundo en 750 DC antes de la batalla del Zab, que provocó la caída de la dinastía.

Hacia 746, Abu Muslim asumió la dirección de la Hashimiyya en Jorasán. En 747, inició con éxito una rebelión abierta contra el régimen omeya, que se llevó a cabo bajo el signo de la bandera negra. Pronto tomó el control del Jorasán, expulsando a su gobernador omeya, Nasr ibn Sayyar y envió un ejército hacia el oeste. Kufa cayó bajo la Hashimiyya en 749, y en noviembre del mismo año, Abu al-Abbás fue reconocido como el nuevo califa en la mezquita de Kufa.

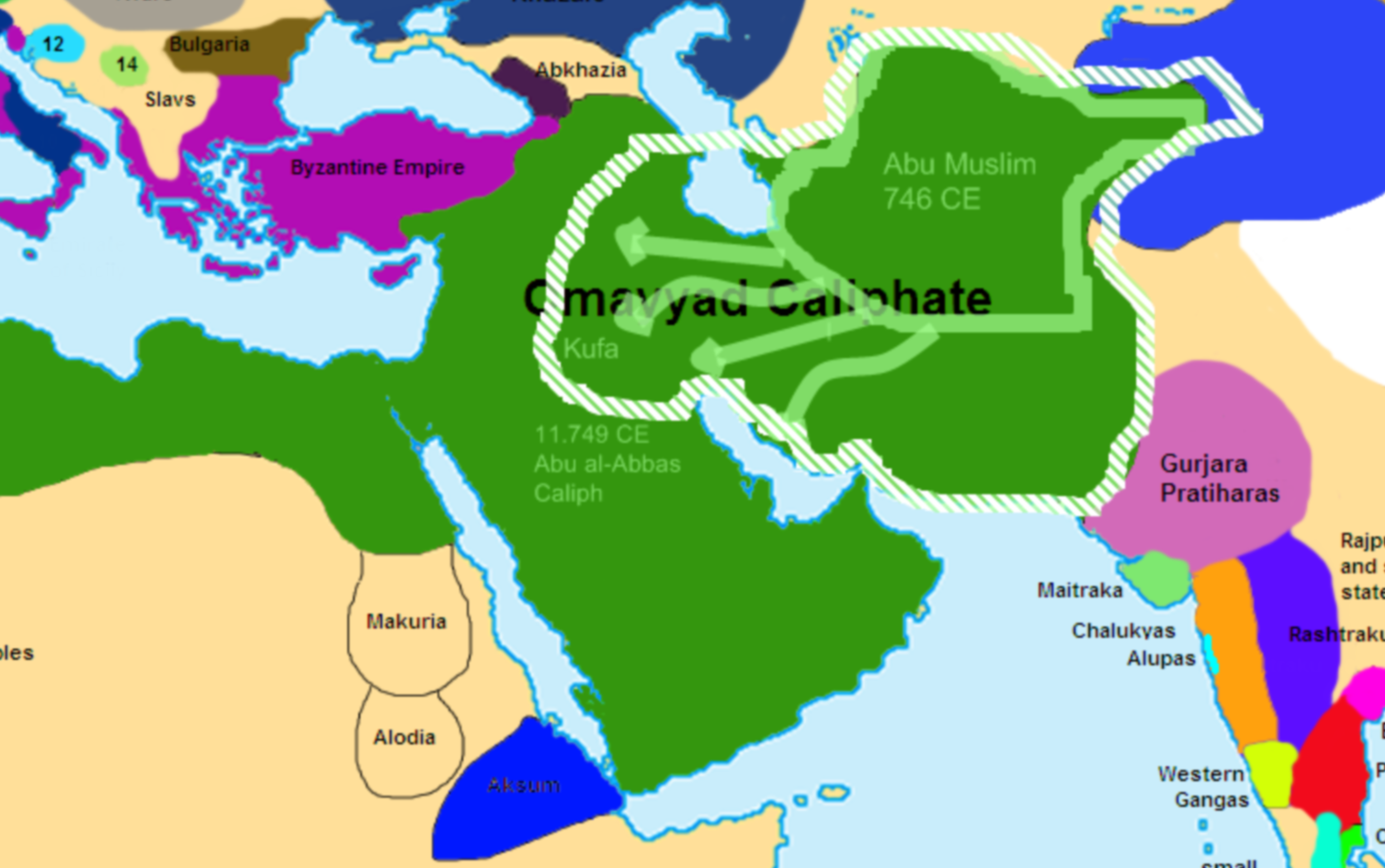
Mapa del comienzo de la revuelta antes de la batalla de Zab, que provocó la caída de la dinastía Omeya.

En este punto Marwán movilizó a sus tropas de Harran (en la actual Turquía) y avanzaron hacia Irak. En enero de 750, las dos fuerzas se reunieron en la batalla del Gran Zab y los Omeyas fueron derrotados.

## Los ejércitos
En 750, el ejército del califa omeya Marwán II luchó contra una fuerza combinada de persas, chiitas y soldados abasíes en el Zab. El ejército de Marwán II era, al menos sobre el papel, más grande y más formidable que el de sus oponentes, pues contenía a muchos veteranos de las campañas omeyas anteriores contra el Imperio bizantino, pero su apoyo al califa era tibio. Puede decirse razonablemente que su moral había quedado dañada, mientras que la de los ejércitos abasíes había aumentado, por la serie de derrotas infligidas a los omeyas en momentos anteriores de la rebelión.

## La batalla
El ejército abasí formó una pared de lanzas, una táctica que habían adoptado de sus oponentes sirios, presumiblemente por atestiguarlo en batallas precedentes. Esto permitía permanecer en línea de batalla con sus lanzas apuntando al enemigo (de manera parecida a las estacas usadas por los arqueros ingleses en Azincourt y Crécy muchos siglos después). La caballería omeya cargó, posiblemente creyendo que con su experiencia podían romper la muralla de lanzas. Esto, sin embargo, fue un error por su parte y fueron masacrados. El ejército omeya se batió en retirada, con su moral definitivamente rota. Muchos fueron perseguidos por los celosos abasíes o fueron ahogados en el río Zab.

## Consecuencias
Marwán II en sí escapó del campo de batalla y huyó hacia Levante, perseguido sin descanso por los abasíes, quienes no encontraron seria resistencia de los sirios porque su tierra había sido recientemente devastada por un terremoto y por la peste. Damasco cayó bajo los abásidas en abril. Marwán II huyó al final a Bushir, que es una pequeña ciudad en el delta del Nilo egipcio. Fue allí, meses después de la batalla, finalmente asesinado en una corta batalla y reemplazado como califa por Abu al-Abbás as-Saffah, acabando así con el gobierno omeya en Oriente Medio.
Previté-Orton afirma que las razones de la caída de los Omeyas fue la rápida expansión del Islam. Durante el periodo omeya, conversiones masivas trajeron a persas, bereberes, coptos y arameos al islam. Estos mawalis (clientes) estaban a menudo mejor educados y más civilizados que sus meisteres árabes. Los nuevos conversos, en pie de igualdad con todos los musulmanes, transformaron el paisaje político. Previté-Orton también argumenta que la enemistad entre Siria e Irak, debilitó aún más el Imperio.